# Fuke-shū

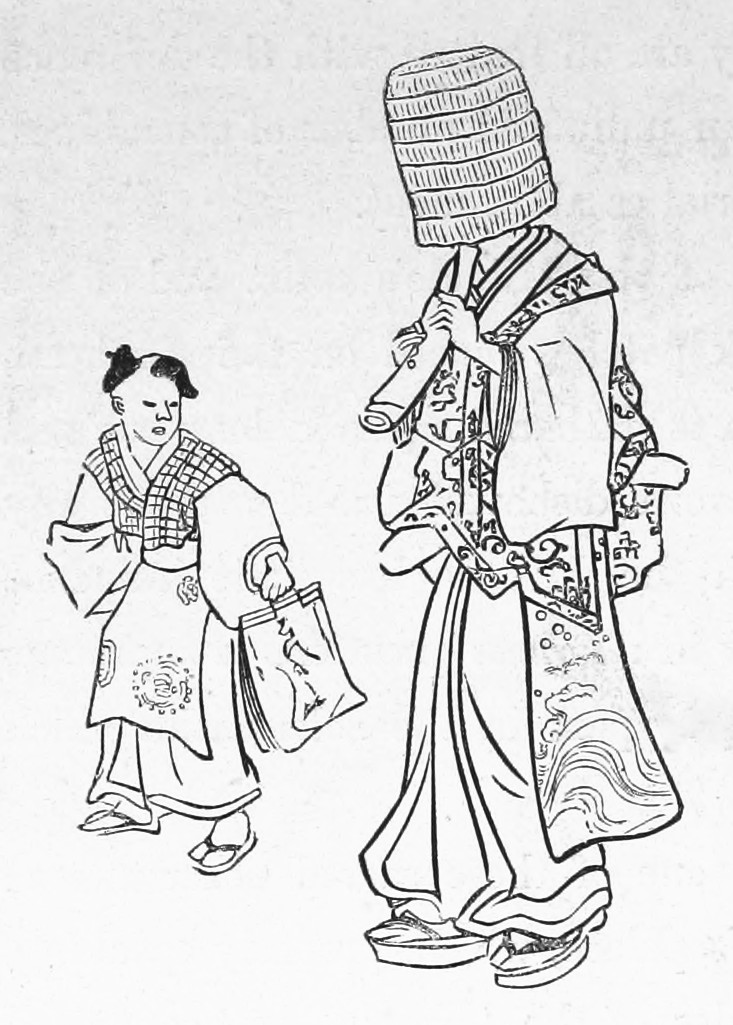
Un Komusō portant le chapeau tressé et le kesa, et jouant du shakuhachi

Le fuke-shū (japonais : 普化禪) est une branche du bouddhisme zen qui fut importée au Japon au XIIIe siècle. Les moines fuke (appelés Komusō) pratiquaient la flûte shakuhachi comme forme de méditation.

## Histoire
Dans l'imagerie populaire japonaise, le fuke-shū est représenté par ses moines jouant du shakuhachi, la tête couverte par sous un grand chapeau tressé (le tengai), alors qu'ils allaient en pèlerinage. Bien que l'histoire officielle de l'école fuke-shū ne commence qu'avec l'ère Edo, le shakuhachi de cette école et sa philosophie auraient été introduits de Chine au Japon au XIIIe siècle par le grand maître Hottô Kokushi. Disciple de Chôsan, 17e descendant de l'école Fuke de Chine qui fut créée au IXe siècle, il rentra au Japon en 1254 afin d'y transmettre son enseignement. Ainsi étaient jetés les fondements de ce qui allait devenir une des plus admirables musiques contemplatives.
Les moines de cet ordre jouaient de la flûte au lieu de pratiquer le zazen (Zen assis ou position assise de méditation) et de réciter les sutras. Le shakuhachi était alors considéré non pas comme un instrument de musique mais comme un instrument religieux destiné à la méditation. D'où la notion de zen du souffle ou de méditation par le souffle en opposition au zen assis. L'ordre Fuke était une branche du bouddhisme zen tout comme l'école Rinzai.
L’apparition de cet ordre est liée à un certain nombre de changements politiques et sociaux du Japon. Au tournant du 17e siècle, avec l'arrivée au pouvoir du gouvernement des Tokugawa (naissance de l'ère Edo), le contrôle des moines bouddhistes et des samurai que l'on appelle les rōnin devint une question épineuse qu'il fallait résoudre rapidement afin d'imposer et de maintenir l'ordre et la sécurité. D’une part, les moines de l'époque ne s'adonnaient pas toujours à la seule méditation ou à l'étude des préceptes. Certains ordres de moines se montraient belliqueux et ils étaient plus craints que respectés par le peuple et le gouvernement, à cause de la terreur qu'ils faisaient régner. Il s'agissait donc pour le gouvernement de contrôler ces ordres religieux puissants qui souhaitaient préserver leur indépendance. D’autre part, l'accession au pouvoir des Tokugawa s'était faite au prix de grands sacrifices qui avaient poussé à l’errance de nombreux samouraïs, à la suite de la défaite de leur clan, faisant d'eux des rōnin. Afin de contrôler cette masse de soldats susceptibles de chercher à se venger et à sauver l'honneur de leur clan défait, il convenait pour le gouvernement de mobiliser ces énergies positivement. 
C’est ainsi que, sous la férule du gouvernement Tokugawa, un certain nombre de moines furent regroupés autour de temples afin que l’on puisse plus facilement les contrôler, ce qui donna naissance à un nouvel ordre : les Komusô, les moines du vide. Exclusivement issus de la classe noble des guerriers - les samurai -, ces moines se donnèrent pour signe distinctif un chapeau de roseau cachant leur visage. Au cours de l’ère Edo, les moines Komusô jouèrent un rôle important dans le maintien de l'ordre établi par le shogunat des Tokugawa, qui visait à déjouer les intrigues politiques et à maintenir la paix –ce qui ouvrit sur une longue période de paix de 265 ans.  
En échange des services rendus au gouvernement, les Komusô étaient libres de passer sans entrave les différents points de contrôle que l’on rencontrait ici et là, et ils jouissaient de nombreux privilèges, parmi lesquels celui de porter un poignard.
La fin du shogunat de l'ère Edo vit cependant apparaitre un certain nombre d'imposteurs n'appartenant pas à la classe des samurai, mais revêtant l'habit de Komusô ; certains pour survivre grâce à la flûte, d'autres pour échapper aux autorités en se cachant sous leur chapeau de roseau. Ces pseudo-moines, qui n’étaient pas familiers des pièces classiques, jouaient des airs populaires n'ayant rien à voir avec les œuvres classiques qui visaient à la méditation.
Avec la révolution Meiji (1868), l'ordre Fuke fut démantelé et interdit en 1871 par le nouveau régime en place en raison de son implication et de son rôle actif dans le gouvernement précédent des Tokugawa. La tradition et l'enseignement de maître à disciple continuèrent cependant à se transmettre jusqu'à nos jours via quelques grands maîtres comme Miyakawa Nyozan, Kobayashi Shizan, Okazaki Meido, Katsuura Shozan, Takahashi Kûzan, et aujourd'hui Fujiyoshi Etsuzan.